# Sho Sasaki
Sho Sasaki (佐々木 翔, Sasaki Shō, Kanagawa, 2 oktober 1989) is een Japans voetballer die als verdediger speelt bij Sanfrecce Hiroshima.

## Carrière

### Clubcarrière
Sasaki begon zijn carrière in 2012 bij Ventforet Kofu. Hij tekende in 2015 bij Sanfrecce Hiroshima. Met deze club werd hij in 2015 kampioen van Japan.

### Interlandcarrière
Sasaki maakte op 11 september 2018 zijn debuut in het Japans voetbalelftal tijdens een vriendschappelijke wedstrijd tegen Costa Rica. Hij nam met het Japans voetbalelftal deel aan het Aziatisch kampioenschap 2019.

## Statistieken
| Japans voetbalelftal | Japans voetbalelftal | Japans voetbalelftal |
| Jaar                 | Wed.                 | Dlp.                 |
| -------------------- | -------------------- | -------------------- |
| 2018                 | 3                    | 0                    |
| 2019                 | 6                    | 0                    |
| Totaal               | 9                    | 0                    |